# Druga hrvatska rukometna liga
Druga Hrvatska rukometna liga (2. HRL) predstavlja treći rang Hrvatskog rukometnog prvenstva. Tradicionalno se sastojala od tri skupine: Jug, Zapad i Sjever, ali je od sezone 2016./17. uvedena i skupina Istok. 

Viši rang za 2. HRL predstavlja 1. HRL.

## Sudionici 2021./22.
| - NEXE II, Našice - Borovo, Vukovar - Osijek II, Osijek - Brod, Slavonski Brod - Slatina, Slatina - LiPa, Pakrac - Valpovka, Valpovo - Feniks, Osijek - Nova Gradiška BD Gruppe Austria, Nova Gradiška - Županja, Županja | - Solin, Solin - Biograd, Biograd - Mokošica, Mokošica - Krilnik, Split - Ardiaei, Župa dubrovačka - Jelsa-Malizia, Jelsa - Korčula, Korčula - Trogir II, Trogir - Opus, Opuzen - Kamičak, Sinj - Split, Split - Trilj Pršut Voštane, Trilj - Kingtrade, Makarska - Olimpija, Vodice |
| - Rugvica, Rugvica - Rudar II, Rude, Samobor - Ivanec, Ivanec - Medveščak, Zagreb - Sesvete II, Sesvete - Koprivnica, Koprivnica - Varaždin 1930 II, Varaždin - Ludbreg MB, Ludbreg - Petrinja, Petrinja - Dubrava II, Zagreb - Marof, Novi Marof - Trnovec, Trnovec Bartolovečki - ZG Dubrava, Zagreb - Ilova, Grubišno Polje | - Ogulin, Ogulin - Buje 53, Buje - Zamet II, Rijeka - Dubovac-Gaza, Karlovac - Arena-Jadrograd, Pula - Veruda, Pula - Karlovac II, Karlovac - Selce, Selce - 28. April, Kaštelir |

## Poveznice
- Premijer liga
- Prva hrvatska rukometna liga
- Treća hrvatska rukometna liga
- Ligaški sustav hrvatskog rukometnog prvenstva za muškarce
- hrs.hr
- Hrvatski rukometni portal